# Castlebar Song Contest
Castlebar Song Contest var en årlig sångtävling, started 1966 i Castlebar i County Mayo i Republiken Irland.  Tävlingen arrangerades ursprungligen av Castlebars handelskammare i hopp om att öka turistströmningen till staden.

## Vinnare
| År   | Genre              | Kompositör                              | Artist                               | Sång                                       | Land                      |
| 1966 | Allmän             | Sheila Fawsitt-Stewart                  | Dragoons                             | "Caisleán A' Bharraigh"                    | Republiken Irland         |
| 1967 | Folk/Ballad        | Peter McKenzie                          | McLoughlin Folk Group                | " Where Did They Go"                       | Republiken Irland         |
| 1967 | Pop                | Vera Traynor                            | Butch Moore                          | " No One Else"                             | Republiken Irland         |
| 1967 | Straight           | Andy Galligan                           | Joan Connolly                        | " One and One"                             | Republiken Irland         |
| 1968 | Folk/Ballad        | Joe Burkett/Tony Hyland                 | City Folk                            | "Dividing Line"                            | Republiken Irland         |
| 1968 | Pop                | Eileen Coyle                            | Tony Keeling                         | " The World is Ours Today"                 | Republiken Irland         |
| 1968 | Straight           | Sean Sharkey/Eddie Masterson            | Pat Lynch & Airchords                | " Reflections of You"                      | Republiken Irland         |
| 1969 | Folk/Ballad        | Ruth Kiernan                            | Tara Folk                            | " Soldier Boy"                             | Republiken Irland         |
| 1969 | Pop                | Mai O'Higgins/John McBreen              | Gary Street & Fairways               | " Jodi"                                    | Republiken Irland         |
| 1969 | Straight           | Pat Walsh                               | Joe Doherty & Millionaires           | " A Country & Western Song"                | Republiken Irland         |
| 1970 | Folk/Ballad        | Noel och Alan Connaughton               | Melody Fayre                         | " Mary I'm Nay Leaving You"                | Republiken Irland         |
| 1970 | Pop                | John Lavery                             | Gerry & Ohio                         | " One Step Away"                           | Republiken Irland         |
| 1970 | Straight           | Seamus McHugh/ John Fahy                | Red Hurley                           | " The World Is Such An Empty Place"        | Republiken Irland         |
| 1971 | Folk/Ballad        | Vic Dawton                              | Joe Cuddy                            | " Diana of the Roses"                      | England                   |
| 1971 | Pop                | Michael Murphy                          | La Salle                             | "Feeling I've Got It Made"                 | Republiken Irland         |
| 1971 | Country            | Donal McGrath/K. Doohan                 | Ian Corrigan                         | " Slumbering Goldmine"                     | Republiken Irland         |
| 1971 | Allmän             | Michael Murphy                          | La Salle                             | "Feeling I've Got It Made"                 | Republiken Irland         |
| 1972 | Folk/Ballad        | Sheila Roberts                          | Frank Holder                         | " Song for Jenny"                          | Republiken Irland         |
| 1972 | Pop                | Dick Farrelly                           | Mary Lou                             | " That's What Love Is Made Of"             | Republiken Irland         |
| 1972 | Country            | Teresa O'Donnell                        | Gerry Cronin                         | " He Travels Fastest"                      | Republiken Irland         |
| 1972 | Straight           | Pat Coyle                               | Helen Jordan                         | " Shall I Ride"                            | Republiken Irland         |
| 1972 | Allmän             | Sheila Roberts                          | Frank Holder                         | " Song for Jenny"                          | Republiken Irland         |
| 1973 | Allmän             | Vince Hill/Ernie Dunstall               | Joe Cuddy                            | " I'm Gonna Make It"                       | England                   |
| 1974 | Allmän             | Cathal Dunne                            | Cathal Dunne                         | "Shalom"                                   | Republiken Irland         |
| 1974 | Country            | Tibor Koncz/Iván Szenes                 | Kati Kovács                          | " Roses Are Red, Violets Are Blue"         | Ungern                    |
| 1975 | Allmän             | Joe Burkett/Andy Galligan               | Des Smyth                            | " Roulette"                                | Republiken Irland         |
| 1976 | Gemensamma vinnare | Ray Davies Teresa O'Donnell/Joe Bollard | Tony Steven T. O'Donnell/Joe Bollard | "My Woman" Let's Star All Over"            | England Republiken Irland |
| 1977 | Allmän             | John Brown                              | John Brown/Mary Clifford             | " You are My Destiny"                      | Republiken Irland         |
| 1978 | Allmän             | Sarah Byron/Liam Hurley                 | Sarah Bryan                          | " Onion"                                   | England                   |
| 1979 | Allmän             | Zack Laurence/ Paul Ferguson            | Kim Goody                            | " Talkin' to a Stone"                      | England                   |
| 1980 | Allmän             | Ed Welch/Barry Mason                    | Linda Jardim                         | " Don't Stay for the Sake of the Children" | England                   |
| 1981 | Allmän             | Miki Anthony/Robin Smith                | Carol Kenyon                         | " I Wasn't Born Yesterday"                 | England                   |
| 1982 | Allmän             | Barry Mason/Don Gould                   | Barry Mason                          | " Big Enough for Me & You"                 | England                   |
| 1983 | Allmän             | Shay Healy                              | Linda Martin                         | " Edge of the Universe"                    | Republiken Irland         |
| 1984 | Allmän             | Brian O'Reilly                          | Brian O'Reilly                       | " Spread Your Wings"                       | Republiken Irland         |
| 1985 | Allmän             | Ulf Nordquist                           | Sten & Stanley                       | "Don't Play A Sad Song After Midnight"     | Sverige                   |
| 1986 | Allmän             | Tim Norell & Ola Håkonsson              | KATZ                                 | " Oh, Johnny Dance With Me Tonight"        | Sverige                   |
| 1988 | Allmän             | Brendan Graham                          | Linda Martin                         | " If I Should Ever Lose Your Love"         | Republiken Irland         |

### Fotnoter
1. ↑  ”The late Mr Michael McDermott, Spencer Street, Castlebar”. The Connaught Telegraph. 29 juli 1998. http://www.mayo-ireland.ie/ConnTel/CT9807/CT980729/Death.htm. Läst 14 april 2009.
2. ↑  ”Red Hurley”. Irish Showbands. http://www.irish-showbands.com/Bands/redhurley.htm. Läst 14 april 2009.
3. ↑  ”Billboard - Google Könyvek”. Books.google.hu. http://books.google.hu/books?id=swcEAAAAMBAJ&pg=PA59&lpg=PA59&dq=roses+are+red+violets+are+blue+kati+kovacs&source=bl&ots=Zp0kAuAOYj&sig=PeQod-Br67btmsg3COoWn1ejGvk&hl=hu&sa=X&ei=0fyDUKngGojY4QTQ0YCwDw&ved=0CDQQ6AEwBA#v=onepage&q=roses%20are%20red%20violets%20are%20blue%20kati%20kovacs&f=false. Läst 5 mars 2013.
4. ↑  ”Sten & Stanley”. http://translate.google.com/translate?hl=en&sl=sv&u=http://www.stenochstanley.se/skivor/samlade_tv-hits.htm&ei=FnQBSrPXFKfu6gPNv52fBg&sa=X&oi=translate&resnum=2&ct=result&prev=/search%3Fq%3D%2522Sten%2B%2526%2BStanley%2522%2Bcastlebar%26hl%3Den%26rls%3Dcom.microsoft:en-US%26rlz%3D1I7HPNN_en. Läst 6 maj 2009.